# Miguel Torga
(Miguel Torga)
Miguel Torga, pseudonimo di Adolfo Correia da Rocha (São Martinho de Anta, 12 agosto 1907 – Coimbra, 17 gennaio 1995), è stato uno scrittore e poeta portoghese, primo vincitore del Premio Camões nel 1989. Nelle sue poesie e nei suoi romanzi esalta la nobiltà della condizione umana, indipendente dalla potenza di Dio, visto come un indifferente creatore, completamente assente nella vita dell'individuo, che è dunque interamente del possessore. Ha scritto anche opere per il teatro.

## Biografia
Figlio degli agricoltori Francisco Correia Rocha e di Maria da Conceição Barros, nacque a São Martinho de Anta al di sopra del Duero (nel nord del Portogallo). Fece i suoi primi studi presso un seminario cattolico di Lamego, poi, dopo la partenza del padre per il Brasile nel 1920, si iscrisse all'Università di Coimbra, dove studiò Medicina - e poi Otorinolaringoiatria - e rimase sino al 1933. Tornato nel suo villaggio natale, iniziò a pubblicare i suoi primi racconti per alcune riviste letterarie per tutta la fine degli anni trenta; tuttavia le sue prime poesie risalgono al 1928.
Tornò poi a Coimbra, dove gli fu offerto di diventare un accademico.
A 27 anni assunse lo pseudonimo di Miguel Torga per onorare quelli che per lui erano i maggiori autori della Letteratura iberica: Miguel de Cervantes, l'autore del Don Chisciotte, e Miguel de Unamuno, scrittore e filosofo all'epoca ancora vivente; Torga in onore dell'erica, la pianta di montagna che gli era particolarmente cara.
Collaborò, tra il 1929 e il 1930, con la rivista Presença.
Nel 1930, fondò con Branquinho da Fonseca la rivista Sinal.
Dopo la pubblicazione della raccolta poetica O Quarto Dia da Criação do Mundo nel 1936, fu arrestato a Coimbra e costretto in carcere dal dicembre 1939 al febbraio 1940. Tornato in libertà, risolse di lasciare il Paese, ma la PIDE aveva ritirato il suo passaporto.
Nel 1967, in seguito all'approvazione del nuovo Codice Civile, prese parte alla stesura di un manifesto nel quale chiedeva l'abolizione della censura preventiva.
Conobbe durante un suo viaggio la belga Andrée Crabbé, che sposò e dalla quale ebbe un figlio a Coimbra nel 1955. Si risposò poi nel 1985.
Per il suo lavoro ottenne di essere nel giugno 1989 il primo vincitore del Premio Camões, che gli fu assegnato a Lisbona, e fu spesso inserito nelle liste dei possibili vincitori del Premio Nobel per la Letteratura fino al 1994, quando, con l'assegnazione allo scrittore giapponese Kenzaburō Ōe, perse definitivamente ogni speranza.

## Opere

### Raccolte poetiche
- Ansiedade (1928)
- Rampa (1930)
- O Outro Livro de Job (1936)
- Lamentação (1943)
- Nihil Sibi (1948)
- Cântico do Homem (1950)
- Alguns Poemas Ibéricos (1952)
- Penas do Purgatório (1954)
- Orfeu Rebelde (1958)

### Romanzi
- Pão Ázimo (1931)
- Criação do Mundo. Os Dois Primeiros Dias (1937)
- O Terceiro Dia da Criação do Mundo (1938)
- O Quarto Dia da Criação do Mundo (1939)
- O Quinto Dia da Criação do Mundo (1974)
- O Sexto Dia da Criação do Mundo (1981)
- Bichos (1940)
- Contos da Montanha (1941)
- Contos da Montanha (1991
- O Senhor Ventura (1943)
- Novos Contos da Montanha (1944
- Vindima (1945)
- Fogo Preso (1976)

### Opere per il teatro
- Terra Firme e Mar (1941)
- O Paraíso (1949)
- Sinfonia (1947)

### Altro
- La vita inedita